# Trilogía cósmica
La Trilogía cósmica —en inglés: Space Trilogy  o Cosmic Trilogy— es una serie de tres novelas de  ciencia ficción escritas por C. S. Lewis.  En ella predomina una constante lucha entre el Bien y el Mal, mientras está en juego la salvación de Thulcandra (la Tierra).

## Argumento
La obra está muy ligada al cristianismo. Existe un Dios, llamado Maleldil, que se volvió hombre y descendió a la Tierra al igual que Jesucristo. Aparecen los eldila (singular: eldil), seres de luz que sirven a Maleldil, y que representan a los ángeles. También aparece el demonio. Además, buena parte de la historia gira en torno al pecado de Adán y Eva. Según los eldila, esto fue lo que causó que la Tierra no esté comunicada con los otros y que no comparta el idioma de los que viven en ellos.
En las dos primeras novelas, el protagonista, Ramson viaja a Marte y a Venus, donde aparecen toda clase de criaturas que hablan el mismo idioma: jressa-jlab, el solar antiguo, pero que llegan a ser extremadamente diferentes entre ellas. Estos denominan a sus planetas con nombres distintos a los terrícolas —por ejemplo, Marte es Malacandra y Venus es Perelandra, mientras que conocen a la Tierra como Thulcandra—. El sistema solar es conocido como el Árbol.
La tercera novela gira en torno a los sucesos acaecidos en Thulcandra y la vuelta a la vida de un gran sabio arcano "Merlín". Como se estructura toda una organización en torno a darle la victoria al mal y la fe de unos pocos crea una defensa y esperanza para la humanidad.

## Los tres libros

### Más allá del planeta silencioso
Su título original es Out of the Silent Planet y fue publicado en 1938 por John Lane de The Bodley Head. En este primer libro de la trilogía cósmica de C.S. Lewis narra el viaje hacia un destino desconocido al que es obligado a ir el protagonista, Ransom. Ransom es un profesor universitario (Lewis suele utilizar este tipo de personajes en sus novelas, ya que él también era profesor) que se encuentra de viaje por las zonas rurales de Inglaterra cuando es raptado por un antiguo conocido: Devine y un físico: Weston. Juntos parten en una extraña nave hacia Marte.  Allí, un desafortunado destino aguarda al profesor: convertirse en la víctima de un sacrificio, según creen sus captores. Sin embargo, una vez en Marte, Ransom consigue zafarse de sus captores y descubre que se encuentra en Marte, un mundo poblado por seres inocentes que viven en armonía con el resto de mundos del Campo del Árbol (el sistema solar) amparados por la benéfica influencia de un ser superior llamado Maleldil. Estos seres nunca conocieron la maldad del oyarsa rebelde (es una metáfora del demonio) que mora en Thulcandra, la Tierra, el planeta silencioso (que no puede hablar con sus planetas hermanos, puesto que el mal nos ha cubierto).

### Perelandra, un viaje a Venus
El segundo libro de la trilogía cósmica, con título original de Perelandra o Voyage to Venus, se publicó por primera vez en 1943. En este trabajo, el autor narra el viaje de Ransom hasta Perelandra (Venus) cumpliendo con una orden de los eldila, aunque el protagonista no tiene claro cuál es el objetivo de su visita. 
Al arribar al planeta vecino, Ransom se encontrará con que este se trata de un mundo más joven que la Tierra, en donde la raza de seres que lo habita, similar a la humana, está apenas naciendo.
Allí se desarrollará la idea central de la novela: en Perelandra se plantea una historia análoga a la de Adán y Eva, pero con un desarrollo diferente. Ransom está allí para evitar que la Dama Verde (equivalente a Eva en el relato bíblico) sucumba a las tentaciones del mal y su naturaleza resulte alienada por la compañía de Weston (un importante científico, que tiene más protagonismo en Más allá del planeta silencioso) en cuya forma se presenta el "Maligno".
El interés de la novela, se da en un ámbito filosófico, en un debate constante entre Ransom y Weston frente a la Dama Verde, interpretaciones acerca del bien y el mal, la voluntad divina, la historia y el sentido de la humanidad. Los argumentos que tienen lugar dan paso a un sinnúmero de reflexiones que llevarán a Ransom a cuestionarse.

### Esa horrible fortalezaoEsa Fuerza Maligna
El tercer libro de la trilogía cósmica, cuyo título original es That Hideous Strength y subtitulado A Modern Fairy-Tale for Grown-Ups, fue publicado en 1945. Este se sale un poco de las temáticas tratadas en los dos anteriores, hay en él menos afán filosófico, quizás, y la línea de literatura fantástica no se sigue desde los primeros capítulos. El protagonismo de Ransom es desplazado, su imagen se ve deshumanizada o desnaturalizada tal vez, en comparación al constructo resultante de la narración del viaje a Malacandra y a Perelandra. Este último tomo de la saga, tiene como escenario la Tierra, Thulcandra, el planeta silencioso. Con ciertos tintes de novela distópica se nos presenta una cierta analogía a la historia de la torre de Babel, desarrollada en el futuro.
El personaje principal es Mark, quien toma el lugar de intelectual gregario, que anteriormente perteneció a Ransom. Este se ve involucrado, sin saberlo, solo por seguir una buena oferta de trabajo, con el NICE (en inglés, lindo o agradable, una ironía de C.S. Lewis) una organización científica malévola que busca la imposición de una cierta forma de dictadura en la Tierra, además del reemplazo de la vida orgánica por medios científicos. Por otro lado, Ransom a su regreso de Perelandra, se ha convertido en una especie de maestro o guía espiritual para ciertas personas, con las que la esposa de Mark, Jane, busca protección. En este libro, el personaje de Devine de Malacandra es desarrollado a mayor profundidad, pero aquí aparece conocido como "Lord Feverstone". En este contexto se desarrolla la búsqueda del cuerpo de un sabio ancestral "Merlín" que vendría a afianzar el predominio de la fuerza maligna sobre la Tierra.